# Contactor

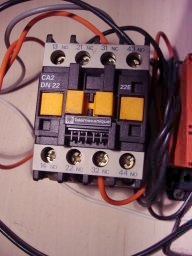
Contactor AC dùng cho máy bơm.

Trong thử nghiệm chất bán dẫn, contactor cũng có thể để chỉ socket (giắc cắm) chuyên dụng để kết nối các thiết bị cần thử nghiệm.
Trong quá trình công nghiệp một contactor là một con tàu trong đó có hai dòng chảy tương tác với nhau, ví dụ, không khí và chất lỏng. Xem contactor khí-lỏng.

Contactor là một loại công tắc điện được sử dụng để điều khiển các thiết bị điện khác nhau bằng cách mở hoặc đóng mạch điện, tương tự như một relay ngoại trừ với mức dòng điện cao hơn.  Nó hoạt động bằng cách sử dụng điện từ để tạo ra một lực hút, kéo cơ khiến các tiếp điểm di chuyển và mở hoặc đóng mạch.Contactor được điều khiển bởi một mạch điện trong đó mang năng lượng thấp hơn nhiều so với mạch điện mà nó đóng cắt.
Contactor có nhiều hình dạng với nhiều công suất và tính năng khác nhau. Không giống như máy cắt, contactor được thiết kế để không chủ ý cắt một sự cố ngắn mạch. Contactor có dải hoạt động từ chỗ chỉ có dòng cắt một vài Ampe cho tới hàng ngàn Ampe và 24 VDC cho tới kilovôn. Kích thước vật lý của contactor dao động từ một thiết bị đủ nhỏ để có thể bật tắt với một tay, cho tới các thiết bị lớn có kích thước khoảng một mét trên một mặt.
Contactor được sử dụng để điều khiển động cơ điện, chiếu sáng, hệ thống sưởi, tụ điện, máy sấy nhiệt và các phụ tải khác.Contactor thường được sử dụng trong các ứng dụng công nghiệp, như trong hệ thống điều khiển tải, hệ thống điều khiển bơm và quạt, và trong hệ thống điều khiển tủ điện. Contactor có thể được điều khiển bằng tay hoặc bằng tín hiệu từ các thiết bị tự động hóa

## Cấu tạo

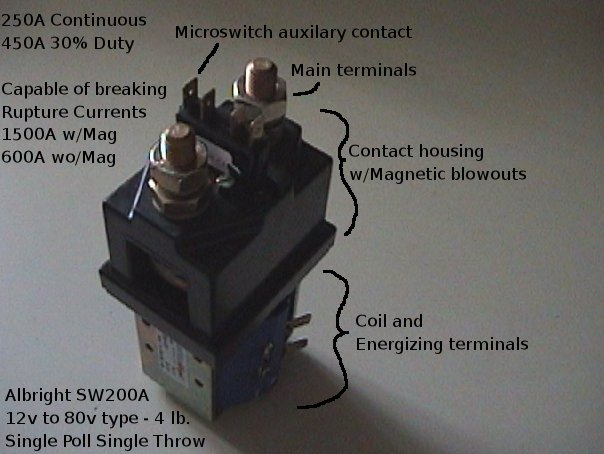
contactor DC Albright SPST,
đôi khi được sử dụng trong các chuyển đổi xe điện (EV)

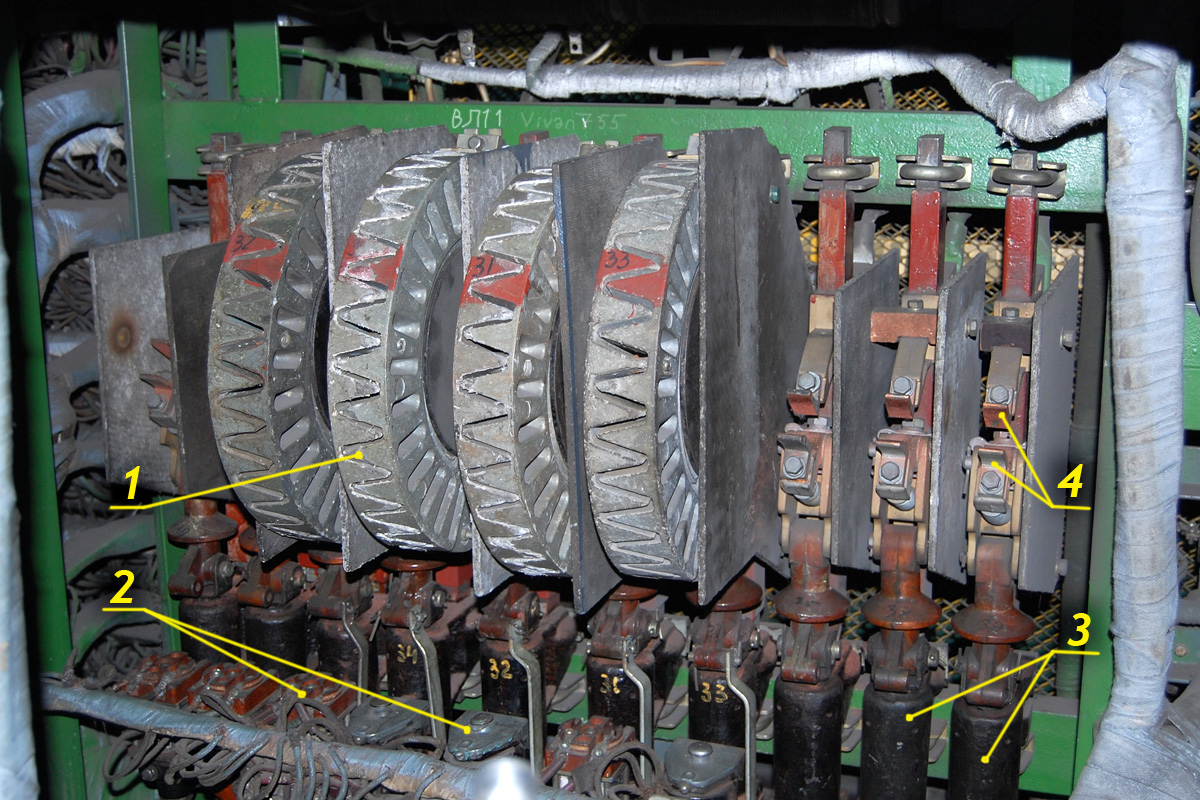
contactor DC mạnh mẽ được truyền động bằng khí nén

Một contactor có ba thành phần. Các tiếp điểm là bộ phận mang dòng điện của contactor. Điều này bao gồm các tiếp điểm nguồn lực, tiếp điểm phụ, và các lò xo của các tiếp điểm. Nam châm điện (hoặc "cuộn dây") cung cấp lực để đóng các tiếp điểm. Vỏ bọc là khung chứa tiếp điểm và nam châm điện. Vỏ bọc được làm bằng vật liệu cách điện như Bakelite, Nylon 6, và các loại nhựa chịu nhiệt để bảo vệ và cách điện các tiếp điểm và cung cấp một số biện pháp bảo vệ con người khỏi tiếp xúc với các tiếp điểm này. Các contactor khung-hở có thể có một lớp vỏ nữa để bảo vệ chống bụi, dầu, chất dễ cháy nổ và thời tiết.
Bộ phận triệt từ sử dụng các cuộn dây triệt từ để kéo dài và loại bỏ hồ quang điện. Chúng đặc biệt hữu ích trong các mạch lực DC. Hồ quang AC có dòng điện nhỏ có chu kỳ, lúc đó hồ quang có thể được dập tắt tương đối dễ dàng, nhưng hồ quang DC có dòng điện lớn liên tục, vì vậy việc dập hồ quang của chúng yêu cầu hồ quang phải được kéo dài thêm so với hồ quang AC với cùng một dòng điện. Bộ phận triệt từ trong contactor Albright như hình ảnh trên (được thiết kế cho dòng điện một chiều) nhiều hơn gấp đôi dòng điện mà nó có thể bị đánh thủng, tăng từ 600 A lên 1.500 A.
Đôi khi một mạch tiết kiệm cũng được sử dụng để làm giảm nguồn cấp cần thiết để giữ cho contactor đóng; một tiếp điểm phụ làm giảm dòng điện chạy qua cuộn dây sau khi contactor đóng. Công suất để đóng bước đầu contactor phải lớn hơn công suất để giữ cho nó ở vị trí đóng. Một mạch như vậy có thể tiết kiệm một lượng công suất đáng kể và cho phép cuộn dây điện từ luôn ở trạng thái mát. Các mạch tiết kiệm gần như luôn luôn được gắn trên các cuộn dây của contactor DC và trên các cuộn dây của các contactor AC có dòng lớn.
Một contactor cơ bản sẽ có một đầu vào cuộn dây (có thể được cấp nguồn AC hoặc DC tùy thuộc vào thiết kế của contactor). Cuộn dây điện từ này có thể được nạp cấp cùng một điện áp với động cơ mà contactor điều khiển, hoặc cũng có thể được điều khiển riêng biệt với một điện áp cuộn dây thấp hơn phù hợp hơn cho điều khiển bởi PLC và các thiết bị điều khiển có điện áp nhỏ. Một số loại contactor có cuộn dây được nối với mạch lực; chúng được sử dụng, ví dụ, để kiểm soát tăng tốc tự động, nơi mà các giai đoạn tiếp theo của kháng không được cắt ra cho đến khi động cơ hiện tại đã giảm.

## Nguyên lý hoạt động
Không giống như rơle đa dụng chung chung, các contactor được thiết kế để kết nối trực tiếp với các thiết bị phụ tải mang dòng lớn. Rơle có xu hướng có công suất thấp hơn và thường được thiết kế cho cả các ứng dụng thường đóng và thường mở. Các thiết bị chuyển mạch hơn 15 Ampe hoặc trong các mạch điện nhiều hơn một vài kilowatt định mức thường được gọi là contactor. Ngoài các tiếp điểm phụ tùy chọn chịu được dòng điện nhỏ, hầu hết các contactor được trang bị các tiếp điểm thường mở ("dạng A"). Không giống như rơle, contactor được thiết kế với các tính năng để điều khiển và dập hồ quang được tạo ra ngắt các dòng mạch lực có giá trị lớn (cấp nguồn cho phụ tải lớn, chẳng hạn như động cơ).
Khi dòng điện chạy qua nam châm điện, một từ trường được tạo ra, sẽ hút lõi di động của contactor. Cuộn dây nam châm điện ban đầu sẽ 'hút' nhiều dòng hơn, cho đến khi điện cảm của nó tăng khi lõi kim loại đi vào cuộn dây. Tiếp điểm động được thúc đẩy bởi lõi di động; lực tạo ra bởi nam châm điện sẽ giữ cho các tiếp điểm di động và cố định với nhau. Khi cuộn dây contactor bị cắt điện, trọng lực hay lò xo sẽ trả lõi nam châm điện về vị trí ban đầu và mở các tiếp điểm ra.
Đối với các contactor AC, một phần nhỏ của lõi được bao quanh với một cuộn chắn, sẽ giúp trì hoãn nhẹ từ thông trong lõi của nó. Hiệu quả là giúp trung bình hóa lực kéo luân phiên của từ trường và do đó ngăn cho lõi không kêu ù ù ở tần số bằng 2 lần tần số lưới điện.
Bởi vì hồ quang điện và tác hại xảy ra khi các tiếp điểm đóng hoặc mở, các contactor được thiết kế để mở và đóng rất nhanh; thường có mộtcơ cấu điểm tới hạn nội bộ để đảm bảo cho contactor được tác động nhanh chóng.
Việc đi đóng nhanh chóng tuy nhiên có thể dẫn đến việc tăng hiện tượng giả dò tiếp điểm gây ra các chu kỳ đóng mở phụ không mong muốn. Một giải pháp là dùng các tiếp điểm chân xòe để giảm thiểu hiện tượng tiếp điểm bị nảy lên (giả dò); hai tiếp điểm được thiết kế để đóng đồng thời, nhưng trở lại vào những thời điểm khác nhau do đó mạch điện sẽ không bị ngắt trong một thời gian ngắn và gây ra hồ quang điện.
Một biến thể nhẹ có nhiều tiếp điểm được thiết kế để gài vào nhanh chóng. Đầu tiên là để thực hiện việc liên kết (tiếp xúc) và cuối cùng là để chịu được sự hao mòn do tiếp xúc lớn nhất và sẽ tạo ra một kết nối điện trở cao, sẽ gây ra hiện tượng quá nhiệt bên trong contactor.  Tuy nhiên, điều đó sẽ bảo vệ các tiếp điểm chính khỏi sự phóng điện hồ quang, do đó một điện trở tiếp xúc thấp sẽ được thiết lập một phần nghìn giây sau đó.
Các kỹ thuật khác để tăng tuổi thọ của contactor là quét tiếp điểm; các tiếp điểm đi qua nhau sau khi tiếp xúc ban đầu để lau sạch bất kỳ vết bẩn nào.

## Dập hồ quang
Nếu không có bảo vệ tiếp điểm đầy đủ, sự xuất hiện của hồ quang điện gây ra suy giảm đáng kể trong những các tiếp điểm, sẽ gây thiệt hại đáng kể. Hồ quang điện xảy ra giữa hai điểm tiếp xúc (điện cực) khi chúng chuyển trạng thái đóng sang trạng thái mở (hồ quang ngắt) hoặc từ trạng thái mở sang trạng thái đóng (hồ quang đóng). Hồ quang ngắt thường có năng lượng lớn hơn và do đó sức phá hủy cũng lớn hơn.
Nhiệt tạo ra bởi hồ quang điện là rất cao, cuối cùng sẽ làm cho kim loại trên tiếp điểm bị mòn hoặc cháy. Nhiệt độ cực cao của hồ quang (hàng chục ngàn độ C) làm vỡ các phân tử khí xung quanh tạo ra khí ozone, carbon monoxide, và các hợp chất khác. Năng lượng của hồ quang dần dần phá hủy các kim loại tiếp xúc, tạo ra một số vật chất thoát vào không khí dưới dạng hạt. Hoạt động này làm cho các vật liệu trong các tiếp điểm suy giảm chất lượng theo thời gian, cuối cùng dẫn đến làm hỏng thiết bị. Ví dụ, một contactor được lắp đặt đúng sẽ có tuổi thọ từ 10.000 đến 100.000 lần hoạt động khi làm việc khi có nguồn điện; ít hơn đáng kể so với tuổi thọ cơ khí (không có điện) của cùng một thiết bị, có thể được vượt quá 20 triệu lần hoạt động.
Hầu hết các contactor điều khiển động cơ hạ áp (bé hơn 600 vôn) đều là các contactor (đóng) cắt trong không khí; không khí ở áp suất khí quyển bao quanh các tiếp điểm và dập tắt hồ quang khi ngắt mạch điện. Các bộ điều khiển động cơ AC trung áp hiện đại sử dụng các contactor chân không. Các contactor AC cao áp (lớn hơn 1000 Vôn) có thể sử dụng chân không hoặc khí trơ xung quanh các tiếp điểm. Các contactor cao áp (lớn hơn 600V) vẫn sử dụng không khí bên trong máng dập hồ quang được thiết kế đặc biệt để triệt tiêu năng lượng của hồ quang. Các bộ phận cơ khí điện cao áp có thể được cách ly với nguồn nhiệt của chúng bởi cầu dao gắn trên đỉnh được chấp hành bằng khí nén; việc cung cấp không khí tương tự có thể được sử dụng để "thổi" bất kỳ hồ quang điện phát sinh nào.

## Xếp loại
Contactor được đánh giá bởi dòng điện tải thiết kế trên mỗi tiếp điểm (cực), dòng sự cố chịu được tối đa, chu kỳ làm việc, tuổi thọ thiết kế mong muốn, điện áp, điện áp cuộn dây. Một contactor điều khiển động cơ đa dụng có thể phù hợp cho nhiệm vụ khởi động dòng lớn trên các động cơ lớn; cái gọi là contactor "mục đích xác định" thích hợp với các ứng dụng như khởi động động cơ nén khí của điều hòa không khí. Bắc Mỹ và châu Âu xếp loại contactor theo các quan điểm khác nhau, với các contactor của các máy móc đa dụng ở Bắc Mỹ thường nhấn mạnh tính đơn giản của ứng dụng trong khi mục đích xác định và quan điểm coi trọng giá cả ở châu Âu nhấn mạnh thiết kế hợp với vòng đời dự kiến của các ứng dụng.

### Phân loại sử dụng của IEC
Đánh giá hiện tại của contactor phụ thuộc vào loại sử dụng. Ví dụ về phân loại của IEC trong tiêu chuẩn 60947 được mô tả như sau:
- AC-1 - Đối với các tải không-cảm ứng hoặc cảm ứng nhẹ, lò điện trở
- AC-2 - Khởi động các động cơ vành trượt: khởi động, ngắt nguồn
- AC-3 - Khởi động các động cơ lồng sóc và ngắt nguồn chỉ sau khi động cơ đạt được tốc độ cần thiết. (Khóa Dòng Rotor (LRA), Ngắt dòng đầy tải (FLA))
- AC-4 - Khởi động các động cơ lồng sóc với cách khởi động inching và plugging. Khởi động/ Dừng nhanh. (Tạo và ngắt khóa dòng rotor)

Rơ le và các khối tiếp điểm phụ được đánh giá theo tiêu chuẩn IEC 60947-5-1.
- AC-15 - Điều khiển các tải điện từ (>72 VA)
- DC-13 - Điều khiển nam châm điện

### NEMA
Các contactor NEMA (hiệp hội các nhà sản xuất điện quốc gia của Mỹ) cho động cơ hạ áp (ít hơn 1000 vôn) được xếp loại theo kích thước NEMA, đưa ra một xếp loại dòng điện liên tục tối đa và một xếp loại theo mã lực cho các động cơ không đồng bộ kèm theo. Kích thước của contactor theo tiêu chuẩn NEMA được chỉ định là 00,0,1,2,3,4,5,6,7,8,9.
Xếp loại mã lực (công suất) được dựa trên điện áp và đặc tính của động cơ không đồng bộ điển hình và chu kỳ làm việc như đã nêu trong tiêu chuẩn NEMA ICS2. Các chu kỳ làm việc ngoại lệ hoặc các loại motor chuyên dụng có thể yêu cầu một kích thước starter NEMA khác với xếp loại thông thường. Manufacturer's literature is used to guide selection for non-motor loads, for example, incandescent lighting or power factor correction capacitors.  Contactors for medium-voltage motors (greater than 1000 volts) are rated by voltage and current capacity.
Auxiliary contacts of contactors are used in control circuits and are rated with NEMA contact ratings for the pilot circuit duty required.  Normally these contacts are not used in motor circuits. The nomenclature is a letter followed by a three digit number, the letter designates the current rating of the contacts and the current type (i.e., AC or DC) and the number designates the maximum voltage design values.

## Ứng dụng

### Điều khiển chiếu sáng
Contactor thường được sử dụng để điều khiển tập trung trong các công trình lắp đặt chiếu sáng lớn, chẳng hạn như một tòa nhà văn phòng hoặc tòa nhà bán lẻ. Để giảm điện năng tiêu thụ trong cuộn dây contactor, người ta dùng tới chốt contactor, trong đó có hai cuộn dây hoạt động. Một cuộn dây, được mang điện tức thời, đóng các điểm tiếp của mạch lực, sau đó sẽ giữ trạng thái đóng này bằng cơ cấu cơ khí; cuộn dây thứ hai sẽ mở các tiếp điểm này ra.

### Khởi động từ
Khởi động từ là một thiết bị được thiết kế để cấp nguồn cho động cơ điện. Nó bao gồm một contactor là thành phần cốt yếu, ngoài ra còn có bảo vệ quá dòng cắt nhanh, kém áp, và quá tải.

### Contactor chân không
Contactor chân không sử dụng chai chân không để đóng gói các tiếp điểm để dập hồ quang. Việc dập hồ quang này cho phép thu nhỏ các tiếp điểm hơn nhiều và sử dụng không gian ít hơn so với các tiếp điểm ngắt dùng không khí ở các dòng điện cao hơn. Vì các tiếp điểm được đóng gói, các contactor chân không được sử dụng khá rộng rãi trong các môi trường ô nhiễm, chẳng hạn như khai thác mỏ.
Các contactor chân không chỉ được sử dụng trong các hệ thống AC. Hồ quang AC được tạo ra khi cắt các tiếp điểm sẽ tự dập tắt tại điểm zero của dạng sóng dòng điện, với chân không sẽ ngăn chặn một cuộc tấn công trở lại của hồ quang qua các tiếp điểm hở.  Do đó các contactor chân không rất hiệu quả trong việc phá vỡ năng lượng của một hồ quang điện và được sử dụng khi cần đóng cắt tương đối nhanh, khi thời gian nghỉ tối đa được xác định bởi chu kỳ của dạng sóng AC. Trong trường hợp nguồn điện 60 Hz (chuẩn Hoa Kỳ), nguồn điện sẽ bị ngắt trong vòng 1/120 hoặc 0,008333 của một giây.

### Rơ le thủy ngân
Rơle thủy ngân, đôi khi được gọi là rơle dịch chuyển thủy ngân, contactor thủy ngân, là một rơle sử dụng thủy ngân lỏng trong một khoang chứa được làm kín cách điện có vai trò như là thành phần đóng cắt.

### Rơle thấm Thủy ngân
Rơle thấm thủy ngân là một dạng rơle, thường là một rơle lưỡi gà, trong đó các tiếp điểm được thấm (tẩm) thủy ngân. Chúng không được coi là contactor bởi vì chúng không dành cho thiết kế có dòng điện lớn hơn 15 ampe.